# Gösta Lundquist (fotograf)
Gösta Lundquist (9. srpna 1905 – 18. července 1952) byl švédský fotograf a manažer vydavatelství ve Švédském svazu turistů. Byl jedním z nejznámějších fotografů 40. let díky svým fotografiím severního horského světa. V letech 1939-1952 byl redaktorem ročenky Švédského turistického svazu, kde bylo publikováno několik jeho fotografií.
Byl otcem architekta Yngveho Lundquista.